# تیم ملی بسکتبال گینه
تیم ملی بسکتبال گینه، نماینده گینه در مسابقات بین المللی بسکتبال است. این تیم توسط فدراسیون این کشور (FGBB) اداره می شود. 
گینه شش بار در قهرمانی آفریقا حضور داشته است که بهترین عملکرد آن مقام چهارم در سال ۱۹۶۲ بوده است.